# 武鸣杜鹃
武鸣杜鹃（学名：Rhododendron wumingense）为杜鹃花科杜鹃花属下的一个种。

## 扩展阅读
維基物種上的相關：武鸣杜鹃